# 蜘蛛图
蜘蛛图比欧拉图多增加了存在点。这种点代表了欧拉图中的交集或是逻辑与（AND）條件，这些点的连接則代表了逻辑或（OR）條件。這些線連在一起形成像蜘蛛一样的形状，也就是這種圖被命名為蜘蛛圖的原因。
舉例來說，在右圖存在以下交集
{\displaystyle A\land B}

{\displaystyle B\land C}

{\displaystyle F\land E}

{\displaystyle G\land F}

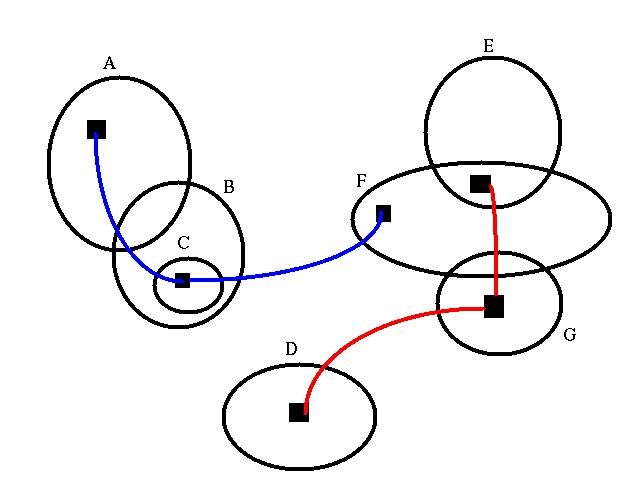
叠加在欧拉图上的逻辑析取

除了上述指定的交集之外， A、B 和 D 到G 這些集合是可分开获得的，集合 C 只能是 B 的子集。在复杂的图中，单元素集合与/或合取经常有可能被其他集合组合所遮掩。
在这个例子中的两个蜘蛛分別对应于下列逻辑表达式:
红蜘蛛:
{\displaystyle (F\land E)\lor (G)\lor (D)}

蓝蜘蛛:
{\displaystyle (A)\lor (C\land B)\lor (F)}

## 進階讀物
- Stapleton, G. and Howse, J. and Taylor, J. and Thompson, S. What can spider diagrams say Proc. Diagrams, (2004) v. 168, pgs 169-219 Accessed on July 31, 2012 here